# Герт (Вірджинія)
Герт (англ. Hurt) — місто (англ. town) в США, в окрузі Піттсильванія штату Вірджинія. Населення — 1267 осіб (2020).

## Географія
Герт розташований за координатами 37°5′47″ пн. ш. 79°18′12″ зх. д. / 37.09639° пн. ш. 79.30333° зх. д. (37.096375, -79.303340).  За даними Бюро перепису населення США в 2010 році місто мало площу 9,10 км², з яких 9,00 км² — суходіл та 0,09 км² — водойми.

## Демографія
Згідно з переписом 2010 року, у місті мешкали 1304 особи в 576 домогосподарствах у складі 387 родин. Густота населення становила 143 особи/км².  Було 642 помешкання (71/км²).
Расовий склад населення:
| - 84,6 % — білих - 14,2 % — чорних або афроамериканців - 0,5 % — азіатів |

До двох чи більше рас належало 0,5 %. Частка іспаномовних становила 0,8 % від усіх жителів.
За віковим діапазоном населення розподілялося таким чином: 20,6 % — особи молодші 18 років, 57,4 % — особи у віці 18—64 років, 22,0 % — особи у віці 65 років та старші. Медіана віку мешканця становила 44,6 року. На 100 осіб жіночої статі у місті припадало 82,9 чоловіків;  на 100 жінок у віці від 18 років та старших — 80,8 чоловіків також старших 18 років.
Середній дохід на одне домашнє господарство  становив 49 981 долар США (медіана — 39 018), а середній дохід на одну сім'ю — 58 741 долар (медіана — 46 176). Медіана доходів становила 43 036 доларів для чоловіків та 29 375 доларів для жінок. За межею бідності перебувало 12,8 % осіб, у тому числі 16,7 % дітей у віці до 18 років та 6,1 % осіб у віці 65 років та старших.
Цивільне працевлаштоване населення становило 613 особи. Основні галузі зайнятості: виробництво — 29,2 %, освіта, охорона здоров'я та соціальна допомога — 23,5 %, роздрібна торгівля — 14,8 %, публічна адміністрація — 9,5 %.